# Бозон Виенски
Бозон Виенски (на френски: Boson de Provence; на немски: Boso von Vienne: * 825/828; † 11 януари или 1 ноември 887 г.) е от 870 г. граф на Виен, 876 г. херцог на Италия и 879 – 887 г. крал на Долна Бургундия (Cisjurania) и Прованс.

## Биография
Той произлиза от род Бувиниди от Метц. Син е на Бувин e през 842/862 г., граф на Метц, игумен на Горзе. Майка му Рихилда от Арл е дъщеря на Бозон Стари († 855; граф на Арл, граф в Италия от род Бозониди) и сестра на Теутберга, която от ок. 855 г. става съпруга на Лотар II (крал на Лотарингия).
Бозон Виенски е брат на Рихилда († 910/914), която се омъжва на 22 ноември 870 г. за Карл II Плешиви († 877; 843 крал на Неустрия, 875 римски император от Каролингите) и на Рихард I Застъпник († 921; през 876 граф на Отун, 880 херцог на Бургундия) женен за Аделхайд (сестра на Рудолф I крал на Бургундия от Велфите), който става баща на Раул (крал на Франция) (923 – 936).
Зет му Карл II Плешиви го прави през 870 г. граф на Виен, а през 876 г. управител в Италия с титлата херцог. С помощта на папа Йоан VIII на 10 октомври 879 г. във Виен Бозон е номиниран за крал на Бургундия и Прованс. Така той основава Кралство Долна Бургундия, което обхващало територията източно от Рона и южно от Женевското езеро до Средиземно море.

## Семейство
През март/юни 876 г. Бозон се жени за Ерменгарда от Италия (* 852/855; † пр. 22 юни 896), дъщеря на крал и император Лудвиг II (Каролинги). Двамата имат три деца:
- Ирмингард, Енгелберга, (* 877, † сл. януари 917)
  - ∞ пр. 910 Вилхелм I херцог на Аквитания († 6 юли 918)
- Ирменгард (Ерменгард) (* 880/885)
  - ∞ Манасес I († 918), граф на Шалон
- Лудвиг III Бозонид наричан Слепи († 5 юни 928), 887 крал на Прованс, 900 – 905 крал на Италия, 901/902 римски император, 905 ослепен
  - ∞ I 900 Анна от Византия (* 886/888; † пр. 914), дъщеря на император Лъв VI
  - ∞ II пр. 18 януари 914 Аделхайд от кралство Бургундия, дъщеря на крал Рудолф I (Велфи)